# マクシム・クレポー
マクシム・クレポー（Maxime Crépeau、1994年5月11日 - ）は、カナダ出身の同国代表サッカー選手。ポートランド・ティンバーズ所属。ポジションはGK。

## 経歴
2010年よりモントリオール・インパクトのアカデミーに入団。 U-21チームでのプレーを経て、2013年3月にクラブとホームグロウンプレーヤー契約を結んだ。
MLS開幕前の2015年1月5日、ドイツに渡航しフォルトゥナ・デュッセルドルフのトレーニングに10日間参加した。
シーズン開幕後、リザーブチームであるUSL所属のFCモントリオールに派遣され、5月2日のロチェスター・ライノズ戦でプロデビューを果たした。シーズン終了後、トップチームに復帰。
2017年5月、カナディアン・チャンピオンシップのバンクーバー・ホワイトキャップス戦でトップチームデビューを果たした。
2018年1月、出場機会を求めUSLのオタワ・フューリーFCに期限付き移籍。
2018年12月9日、5万ドル＋MLSスーパードラフト3巡目指名権とのトレードでバンクーバー・ホワイトキャップスに移籍。
2022年1月20日、ロサンゼルスFCに移籍。
2024年1月17日、ポートランド・ティンバーズに移籍。

## 代表歴
2011年、CONCACAF U-17選手権とその後のFIFA U-17ワールドカップに出場し、ユースレベルでカナダ代表を務めた。その後、2013 CONCACAF U-20選手権でカナダ代表として出場。2015年8月、パンアメリカン競技大会の参加選手に選ばれた。2015年9月18日、オリンピック予選チームの一員に選出された。
2016年5月、ガイアナ代表とグレナダ代表との親善試合でU-23代表チームに招集された。2戦目のガイアナ代表戦に先発し、5-1の勝利を収めた。
2014年1月、ベニート・フローロ監督の下でトレーニングキャンプの一環としてフル代表チームに初招集された。2016年2月2日のアメリカ合衆国代表戦でフル代表デビュー。
2017年6月、2017 CONCACAFゴールドカップ参加メンバーに選出された。同大会では開幕戦で負傷したミラン・ボージャンに代わって、フランス領ギアナ代表戦に出場した。2019年5月、2019 CONCACAFゴールドカップ参加メンバーに選出された